# 鉄道総研LH02形電車

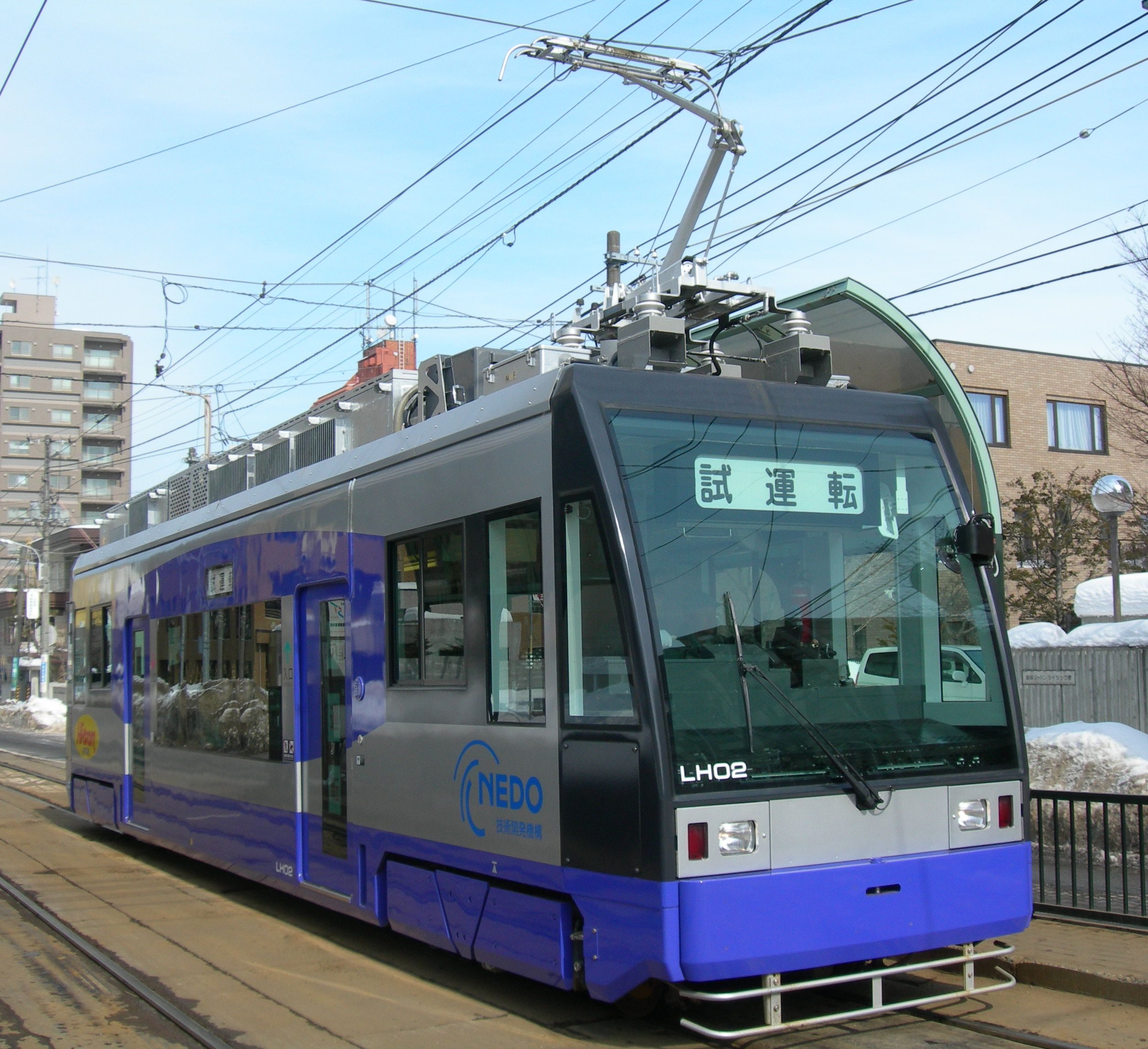
鉄道総研LH02形電車「Hi-tram」 札幌市中央区・電車事業所前にて

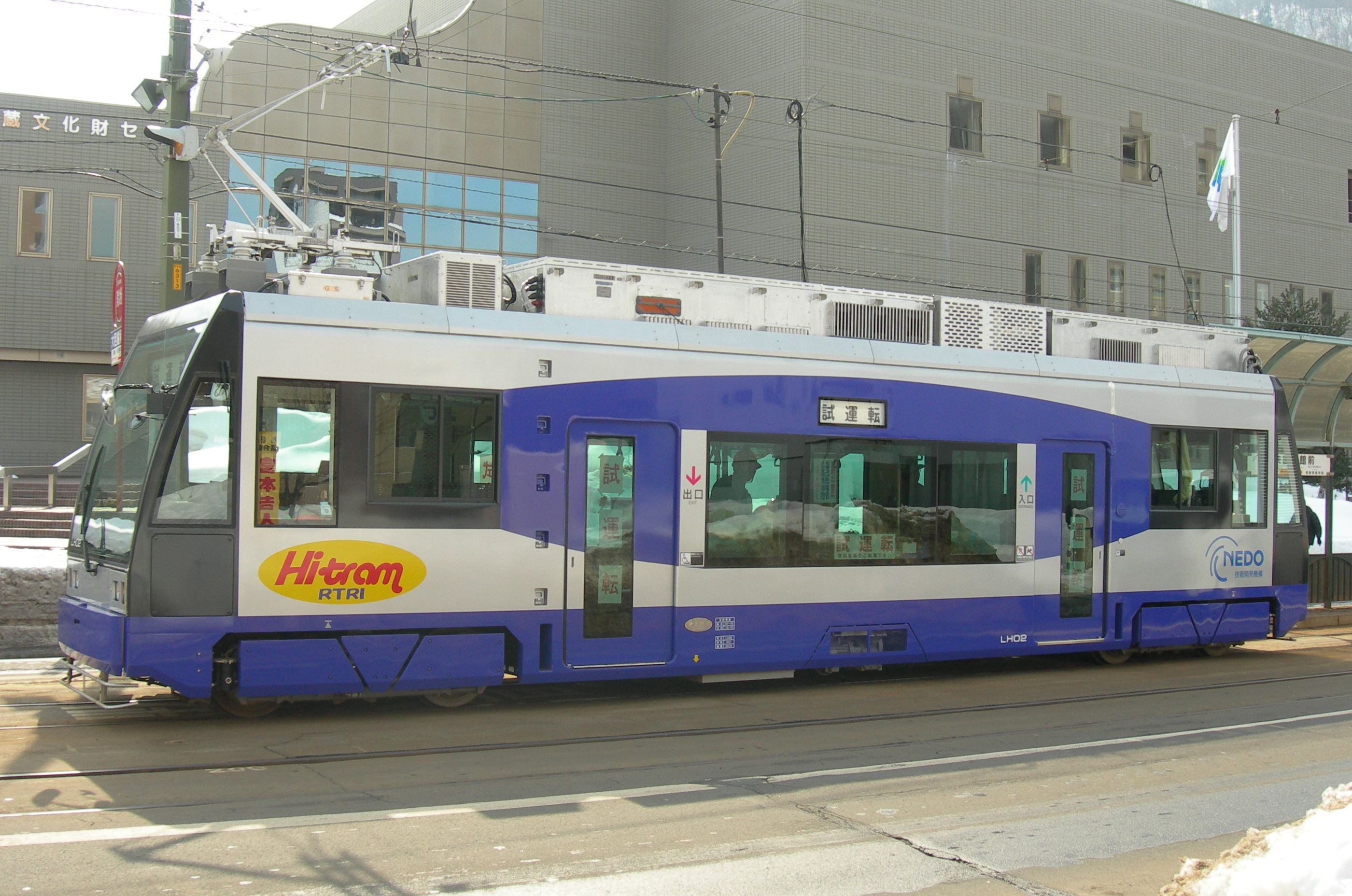
車両側面

鉄道総研LH02形電車（てつどうそうけんLH02がたでんしゃ）は、鉄道総合技術研究所が開発・研究しているLRV試験車。愛称は「Hi-tram（ハイ!トラム）」。

## 概要
新エネルギー・産業技術総合開発機構からの委託により、鉄道総研、東洋電機製造、ジーエス・ユアサコーポレーション、東急車輛製造、アルナ車両が共同で開発、製作した架線・バッテリーハイブリッドLRVである。
架線から得る電力だけでなく、車両に搭載した600Vリチウムイオン二次電池に充電した電力を用いての走行もできる。鉄道線での走行も想定しており、架線電圧は直流600Vおよび直流1,500Vに対応、最高速度は70km/hである。バッテリーへの充電は走行中・駅停車中に架線から行うほか、回生ブレーキによる蓄電も行う。1回の充電で30kmほどの走行が可能。急速充電が可能だが、バッテリー温度の上昇は一定の範囲内に抑えられている。
2007年（平成19年）10月に一般に公開された。当初鉄道総研内での試験を行ったのち、同年11月から翌2008年（平成20年）3月11日まで札幌市交通局（札幌市電）での試験走行が実施されていた（非営業）。北海道の厳冬期の気候に対する耐久性や回生蓄電による省エネ効果などを、川崎重工業のSWIMOとともに試験していた。3月12日の午前中に電車事業所内でトレーラーに載せられて回送準備に入り、同日午後に搬送された。
2009年（平成21年）11月に陸送で四国に渡り、四国旅客鉄道（JR四国）での本線上試験走行が実施された。当初は多度津駅を中心とした電化区間で最終列車後の深夜に走行試験を実施し、同月25日からは高徳線にて非電化区間での試験運転をそれぞれ実施し、最高80km/hで高速走行時の車両安定性および、バッテリー走行の持久性等のテストと確認がなされた。
2014年7月21日から8月13日まで富山県高岡市と射水市を結ぶ万葉線高岡軌道線・新湊港線（万葉線）にて走行試験が実施された。走行試験では万葉線で導入する際の省エネ効果などを調べた。

## 諸元
- 軌間：1,067mm
- 定員：44人（座席定員20人）
- 電源：架空電車線 - 直流600V/1,500V、バッテリー - 直流600V
- 質量：24.0t（空車）
- 最高速度：40km/h（軌道線）、70km/h（鉄道線）
- 加速度：4.0km/h/s
- 減速度：4.4km/h/s（常用最大） 5.0km/h/s（非常）
- 寸法：12,900（長さ）×2,230（幅）×3,830（パンタグラフ折り畳み高さ）[mm]、低床部床面高さ350mm
- 台車：住友金属工業製FS601型インダイレクトマウントコイルばね台車
- ブレーキ：回生蓄電併用型電気指令式空気ブレーキ方式
- 主電動機：三相誘導電動機×4基、定格出力60kW
- 主電動機制御：VVVFインバータ×2基、制御容量150kVA
- 駆動装置：中空軸平行カルダン式 TD継手
- 電池：リチウムイオン二次電池、定格電圧600V、定格容量120Ah
- 電池・架線制御：電池可逆昇降圧チョッパ 600kW

## その他
2008年（平成20年）3月9日に、当該車両を使用した体験試乗会（抽選で選ばれた希望者が対象）が札幌市で開催された（乗車区間は電車事業所からすすきのまでの片道）。札幌市交通局によると、60名の定員に対して1070名の応募があったとのことである。
2010年（平成22年）現在、岡山電気軌道の将来的な延長構想の発表について、「環状化されて一部架線レスの路線は、未来型の充電式電車（世界初のSWIMOなど）を登場させて…」の件があり、SWIMOとともに同様の架線・バッテリ充電式路面電車であるLH02形も想定されているものとみられる。